# Eide
Eide er en tidligere kommune på Nordmøre i Møre og Romsdal fylke i Norge. Den grænser i sydøst til Gjemnes og i sydvest til Fræna. Nord for Kornstadfjorden ligger Averøy.
1. januar 2020 blev Fræna og Eide kommuner lagt sammen til den nye Hustadvika kommune.
Eide kommune har et af de største miljøer for stenindustri i Norge med rødder tilbage til bl.a genopbygningen efter bybranden i Ålesund i 1904. Stenindustrien i Eide leverer i dag ca. 40% af alle gravmonumenter i Norge. Fra stenbruddene i Eide leveres kalk som råstof til produktionen hos Hustad Marmor i nabokommunen Fræna.
På kysten mellem Eide og Averøy findes Atlanterhavsvejen, et populært mål for norske og udenlandske bilturister.
Eidedialekten hører oprindelig til trøndsk. Grænsen mellem trøndsk og vestnorsk går i vest mellem Eide og Fræna. I dag påvirkes sproget i Eide til dels af Frænadialekten og til dels af den normaliserede Moldedialekt.